# Williamson (rivière de Nouvelle-Zélande)
Pour les articles homonymes, voir Williamson.
La rivière Williamson  (anglais : Williamson River) est un cours d’eau mineur  de l’Île du Sud de la Nouvelle-Zélande, dans la région de la West Coast, dans le district de Westland, et un affluent gauche du fleuve Arawhata.

## Géographie
De 8 km de longueur, elle siège dans les limites du parc de Parc national du mont Aspiring et se jette dans le fleuve Arawhata, en rive gauche. Elle traverse le lac Williamson à 655 m d'altitude.